# Lydie Salvayre

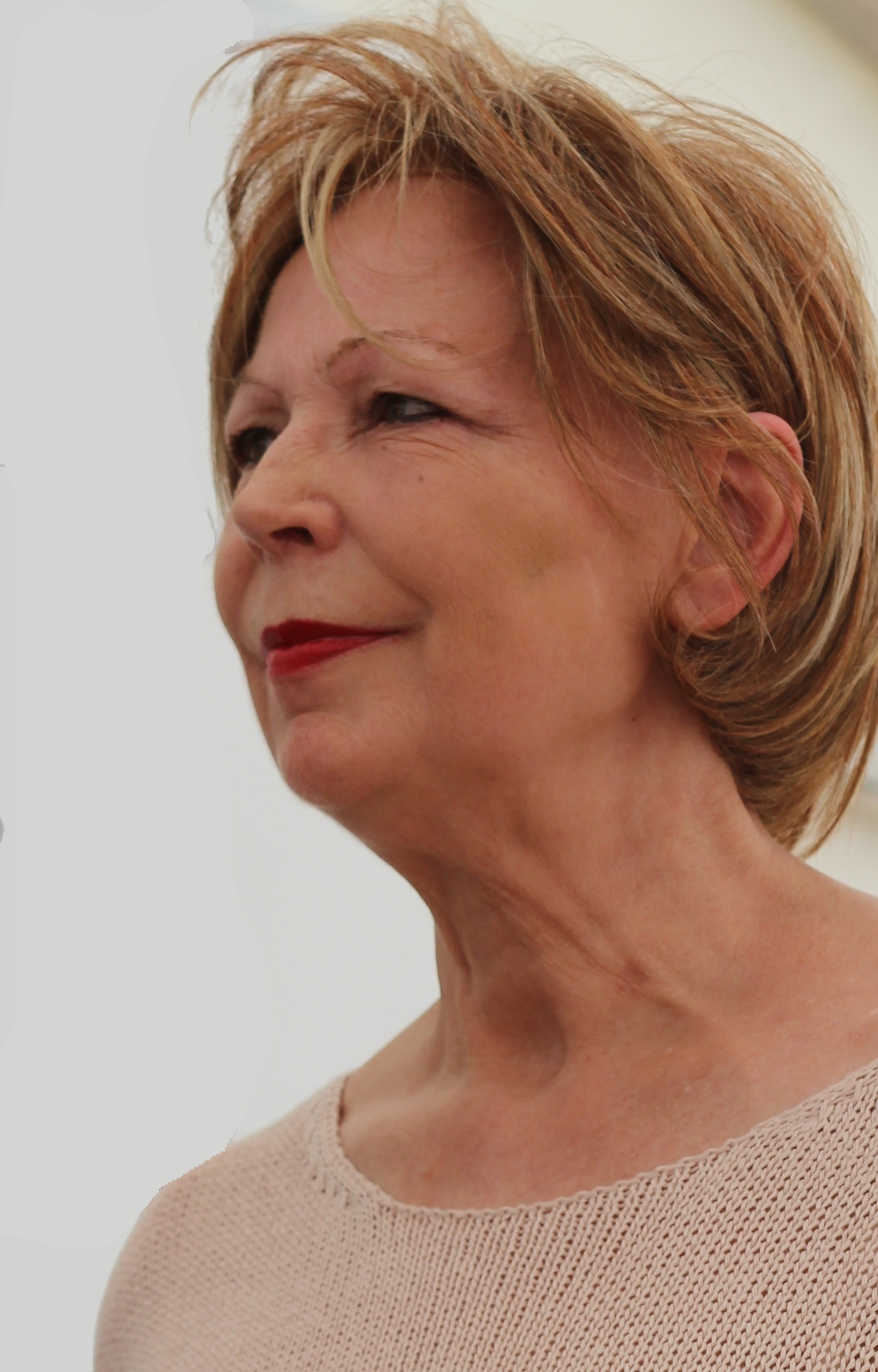
Lydie Salvayre 2014.

Lydie Salvayre, ursprungligen Arjona, född 1948 i Autainville, är en fransk författare.
Salvayre är född i södra Frankrike som dotter till en andalusisk far och katalansk mor. Föräldrarna hade lämnat Spanien under spanska inbördeskriget. Salvayre har tidigare arbetat som psykiatriker och började skriva i slutet av 1970-talet. Hon har blivit publicerad i franska litterära tidskrifter sedan 1980-talet. Hon har fått flera utmärkelser och hennes verk finns översatta till ett 20-tal språk. 2014 tilldelades Lydie Salvayre Goncourtpriset för romanen Pas pleurer som utspelas under det spanska inbördeskriget.